# Synoplotherium
Synoplotherium (synoniem: Dromoocyon) is een geslacht van uitgestorven carnivore hoefdieren uit de familie Mesonychidae van de orde Mesonychia uit het Eoceen van Noord-Amerika.

## Fossiele vondsten
Fossielen van Synoplotherium zijn gevonden in de Bridger-formatie in de Amerikaanse staat Wyoming. De vondsten dateren uit de North American Land Mammal Age Bridgerian.

## Kenmerken
Synoplotherium was een teenganger en had relatief lange poten met vier gehoefde tenen als aanpassing om te rennen.